# Wim van Vlastuin
Wim van Vlastuin (1963) is een Nederlands theoloog en dominee. Hij is rector van het Hersteld Hervormd Seminarie en hoogleraar aan de Vrije Universiteit Amsterdam en predikant binnen de Hersteld Hervormde Kerk.

## Biografie
Na een studie technische natuurkunde aan de Technische Universiteit Delft volgde Van Vlastuin een theologiestudie aan de Universiteit Utrecht. Op 24 mei 1990 werd hij als predikant bevestigd in de hervormde gemeente van het Friese Wouterswoude, alwaar hij zijn vrouw leerde kennen. Van 1995 tot 1999 was hij predikant in Opheusden en van 1999 tot 2009 diende hij de hervormde (vanaf 2004: hersteld hervormde) gemeente te Katwijk aan Zee.
In 2002 promoveerde Van Vlastuin aan de Theologische Universiteit in Apeldoorn, bij professor Willem van 't Spijker, op de studie De Geest van opwekking. Een onderzoek naar de leer van de Heilige Geest in de opwekkingstheologie van Jonathan Edwards. In 2005 werd Van Vlastuin universitair docent, en later rector voor het Hersteld Hervormd Seminarie aan de Vrije Universiteit Amsterdam.
Van Vlastuin is lid van de raad van toezicht van de Pieter Zandt Scholengemeenschap en voorzitter van de Bonisa Zending. Hij publiceert regelmatig in Trouw, waar hij deel uitmaakt van het ‘Theologisch Elftal’, dat commentaar mag leveren bij actuele kwesties.
De Vrije Universiteit benoemde Van Vlastuin in december 2014 tot hoogleraar "Theologie en spiritualiteit van het gereformeerd protestantisme". In januari 2019 ondertekende Van Vlastuin mede vanuit zijn functie als hoogleraar aan de VU de Nashvilleverklaring, hoewel volgens een woordvoerder van de VU de universiteit "helemaal niets met Nashville heeft".

## Publicaties
- Nijkerk en Northampton, in: Joke Spaans (red.), Een golf van beroering. De omstreden religieuze opwekking in Nederland in het midden van de achttiende eeuw (Amsterdamse historische reeks 25), Hilversum: Verloren, 2001.
- De Geest van opwekking. Een onderzoek naar de leer van de Heilige Geest in de opwekkingstheologie van Jonathan Edwards (1703-1758), Heerenveen: Groen, 2001.
- Profetie en tongentaal. De gaven van de Geest en de gereformeerde traditie, Houten: Den Hertog, 2006.
- Does Pentecostalism have Reformed Roots? An analysis of the argument of W.W. Menzies, in: Pentecostal Studies. Online Journal for the Interdisciplinary Study of Pentecostalism and Charismatic Movements, 2007, vol. 6, no. 3.
- Jonathan Edwards as revivalist, in: Gerald R. McDermott, Understanding Jonathan Edwards. An introduction to America's theologian, New York: Oxford University Press, 2009.
- Bevindelijke prediking, in: J. Hoek (red.), De preek werkt. Bezinning op christelijke verkondiging (Heerenveen: Royal Jongbloed, 2015)

- Gemeinsame Normdatei: 1028208693
- International Standard Name Identifier: 0000 0001 0773 1664
- Library of Congress Control Number: n2002114053
- Nationale Bibliotheek van Israël: 987007308760505171
- Nederlandse Thesaurus van Auteursnamen: 07258873X
- Virtual International Authority File: 16591952
- WorldCat: E39PBJhX49MDfP4VQYhrWq4g8C